# Ranunculus ranunculinus
Ranunculus ranunculinus là một loài thực vật có hoa trong họ Mao lương. Loài này được (Nutt.) Rydb. miêu tả khoa học đầu tiên năm 1894.